# Гуарасиама
Гуарасиама (порт. Guaraciama) — муниципалитет в Бразилии, входит в штат Минас-Жерайс. Составная часть мезорегиона Север штата Минас-Жерайс. Входит в экономико-статистический микрорегион Бокаюва. Население составляет 4847 человек на 2006 год. Занимает площадь 392,051 км². Плотность населения — 12,4 чел./км².

## Статистика
- Валовой внутренний продукт на 2003 год составляет 13 390 944 реалов (данные: Бразильский институт географии и статистики).
- Валовой внутренний продукт на душу населения на 2003 год составляет 2865,6 реалов (данные: Бразильский институт географии и статистики).
- Индекс развития человеческого потенциала на 2000 год составляет 0,689 (данные: Программа развития ООН).